# Forma ecuable

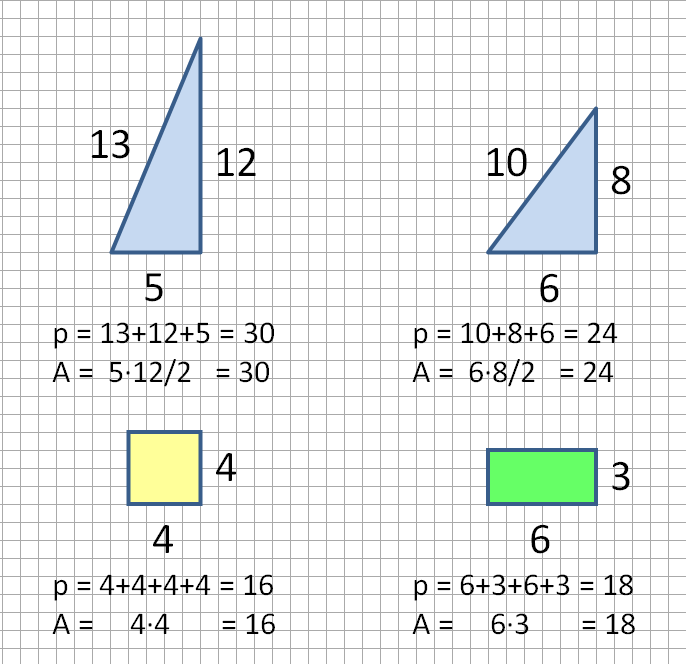
Algunos polígonos ecuables de lados enteros

Una forma ecuable bidimensional (término adaptado de la expresión inglesa equable shape; también traducible como forma perfecta o forma uniforme), es aquella cuya área es numéricamente igual a su perímetro. Por ejemplo, un triángulo rectángulo con lados 5, 12 y 13, tiene un área y un perímetro iguales, con un valor numérico (sin unidades) de 30.

## Escalado y unidades
Un área no puede ser igual a una longitud, excepto en relación con una unidad de medida particular. Por ejemplo, si la forma tiene un área de 5 yardas cuadradas y un perímetro de 5 yardas, entonces tiene un área de 45 pies cuadrados (4,2 m²) y un perímetro de 15 pies (dado que 3 pies = 1 yarda y 9 pies cuadrados = 1 yarda cuadrada). Además, al contrario de lo que su nombre implica, cambiar el tamaño mientras se deja la forma intacta cambia una "forma ecuable" en una forma no ecuable. Sin embargo, el uso común del término en la educación secundaria en el Reino Unido, ha llevado a que sea un concepto aceptado. Para cualquier forma dada, hay una forma ecuable semejante: si una forma S tiene perímetro p y área A, entonces escalando S por un factor de p/A se origina una forma ecuable. Alternativamente, se pueden encontrar estas formas configurando y resolviendo una ecuación en la que el área es igual al perímetro. En el caso del cuadrado, por ejemplo, esta ecuación es
{\displaystyle \displaystyle x^{2}=4x.}
Al resolver esta ecuación, se obtiene x = 4, por lo que un cuadrado de 4 × 4 es ecuable.

## Polígonos tangenciales
Un polígono tangencial es un tipo de polígono en el que los lados son todos tangentes a un círculo común. Cada polígono tangencial se puede triangular dibujando bordes desde el centro del círculo hasta los vértices del polígono, formando una colección de triángulos que tienen una altura igual al radio del círculo; de esta descomposición se deduce que el área total de un polígono tangencial es igual a la mitad del perímetro multiplicado por el radio. Por lo tanto, un polígono tangencial es ecuable si y solo si su inradio es dos. Todos los triángulos son polígonos tangenciales, por lo que, en particular, los triángulos ecuables son exactamente aquellos cuyo inradio (el radio de su circunferencia inscrita) mide dos unidades.

## Dimensiones enteras
La combinación de condiciones para que una forma sea uniforme y que sus dimensiones sean enteras, es significativamente más exigente que cualquier restricción por sí misma. Por ejemplo, existen infinitas ternas pitagóricas que describen triángulos rectángulos de lados enteros, y hay infinitos triángulos rectángulos semejantes con lados no enteros; sin embargo, solo hay dos triángulos rectángulos enteros ecuables, con longitudes laterales (5,12,13) y (6,8,10).
De manera más general, el problema de encontrar todos los triángulos ecuables con lados enteros (es decir, triángulos heronianos ecuables) fue considerado por B. Yates en 1858. Como W. A. Whitworth y D. Biddle demostraron en 1904, hay exactamente tres soluciones, además de los triángulos rectángulos ya citados, con lados (6,25,29), (7,15,20) y (9,10,17).
Los únicos rectángulos ecuables con lados enteros son los cuadrados de 4 × 4 y los rectángulos de 3 × 6. Un rectángulo entero es un tipo especial de poliominó, y más generalmente existen poliominoes con igual área y perímetro para cualquier área entera par mayor o igual a 16. Para áreas más pequeñas, el perímetro de un poliominó debe exceder su área.

## Sólidos ecuables
En tres dimensiones, una forma es ecuable cuando su superficie es numéricamente igual a su volumen.
Al igual que con las formas ecuables en dos dimensiones, se puede encontrar un sólido ecuable, en el que el volumen es numéricamente igual al área de la superficie, escalando cualquier sólido por un factor apropiado.